# Ernest van Nispen tot Pannerden
Jhr. Ernest Maria van Nispen tot Pannerden (Didam, 26 januari 1920 – Nijmegen, 2 november 1992) was een Nederlands burgemeester.

## Familie
Van Nispen tot Pannerden, lid van de familie Van Nispen, was een zoon van jhr. Antoon Eduard Marie (Antoine) van Nispen tot Pannerden, burgemeester van Didam en Zevenaar en lid Provinciale Staten, en Clara Maria de Nerée tot Babberich en een jongere broer van Antoon van Nispen tot Pannerden. Hij was getrouwd met Marguérite Pauline Marie Goossens (1923-2006), uit dit huwelijk werden vijf kinderen geboren.

## Loopbaan
Van Nispen studeerde rechten en was referendaris tweede klas bij de hoofdafdeling Openbare Orde van het departement Binnenlandse Zaken toen hij in 1955 werd benoemd tot burgemeester van Groenlo. Tien jaar later volgde zijn benoeming te Bemmel. In 1985 ging hij met pensioen. 
Van Nispen was ridder in de Orde van Oranje-Nassau en drager van het ereteken van de gemeente Bemmel. Hij overleed op 72-jarige leeftijd. 